# Stazione di Castello di Godego
La stazione di Castello di Godego è una stazione ferroviaria posta sulla linea Trento-Venezia.
Serve il centro abitato di Castello di Godego, in provincia di Treviso.

## Strutture e impianti
La stazione è gestita da Rete Ferroviaria Italiana.
È dotata di due binari passanti che comunicano attraverso un sottopassaggio.
Prima dell'ammodernamento, era altresì dotata di alcuni tronchi a servizio del limitrofo stabilimento produttore di macchine industriali.

## Movimento
La stazione è servita da treni regionali svolti da Trenitalia nell'ambito del contratto di servizio stipulato con le regioni interessate.